# Dipartimento di Jacqueville
Il dipartimento di Jacqueville è un dipartimento della Costa d'Avorio situato nella regione di Grands-Ponts, distretto di Lagunes.
Nel censimento del 2014 è stata rilevata una popolazione di 56.308   abitanti. 
Il dipartimento è suddiviso nelle sottoprefetture di Attoutou e Jacqueville.